# 司徒安
司徒安（英語：SZE-TO On）（1927年5月25日—2021年8月23日），本名曾坤，又名江游，祖籍广东兴宁，广州出生，香港电影编剧，职业生涯共创作800部剧本、200多部电影作品。于第13届香港电影金像奖获专业精神奖。

## 生平
司徒安本名曾坤，1927年在广州出生，1949年移居香港，早年经商失败，后在演员兄長曾楚霖的引荐下加入电影圈，初期负责撰写电影评论，后在圈中影人介绍下投身编剧行列。1954年为周诗禄导演电影《人结人缘》编写剧本，开始以司徒安为笔名。
1960年开始进入高产阶段，先后写下一系列脍炙人口的武侠片，包括《白骨阴阳剑》（1962年，两部）、《如来神掌》（1964至1968年，七部）、《武林三凤》（1968年，两部）、《天狼寨》（1968年）、《江湖第一剑》（1969年）等。同时于1968年开始与从美国回到香港的关德兴导演展开合作，负责重写黄飞鸿系列电影的剧本，涵盖《黄飞鸿威震五羊城》（1968年）、《黄飞鸿浴血硫磺谷》（1969年）、《黄飞鸿与鬼脚七》（1980年）等九部电影。
除了武侠片，司徒安还涉猎其他范畴，包括文艺片、爱情片、青春片、喜剧等等，其中文艺片方面有与楚原合作的《化身情人》（1965年）、《我爱紫罗兰》（1966年）、《蓝色夜总会》（1967年）等，爱情片方面有《魂断望夫山》（1955年）、《孖生小艺人》（1962年）、《青青河边草》（1966年）、《金鸥》（1967年）等，喜剧片方面有《一代棍王》（1970年）、《空中少爷》（1974年）等，青春片有《玉女神偷》（1967年）、《青春歌后》（1968年）、《学府新潮》（1970年）和《不敢回家的少女》（1970年）。
1960年代后期粤语片逐渐式微之时，司徒安仍然凭借年产20部影片独占鳌头，人称“厂长”。至1971年粤语片停产，司徒安到商业电台写了两年广播剧。1974年加入邵氏兄弟（香港）有限公司担任编剧。据香港电影资料馆于2005年出版的《摩登色彩》，当时邵氏的老板方逸华觉得只有倪匡一人写剧本不够人手，于是把司徒安招进去，希望多一个人写，而他的加入可谓标志着邵氏兄弟从国语片到粤语片的转变。
司徒安在邵氏的首作为桂治洪导演的《成记茶楼》（1974年），该剧由陈观态、叶灵芝主演，改编自香港作家江之南创作的黑帮题材小说《人在江湖》，讲述主角大哥成从偷渡客蜕变成劫富济贫、惩恶扬善的大英雄。凭借着斐然的商业成绩，两人随后开展长期合作，产出了《大哥成》（1975年）、《万人斩》（1980年）等作品。当时新加坡的谐星二人组野峰、王沙在电视上受到热捧，司徒安遂乘势推出以两人为主角的《阿牛入城记》（1974年）、《双星伴月》（1975年）等一系列“阿牛”喜剧。此外还有《香港奇案》系列、两部《老夫子》、“伦文叙”等。
到踏入1990年代的创作后期，司徒安的作品包括《杀手天使》（1989年）、《聊斋艳谭》（1990年）、《破茧急先锋》（1991年）等，1994年获第13届香港电影金像奖获专业精神奖，1997年封笔退休，留下了800多个剧本、共200多部电影。
2021年8月23日因病去世，享耆寿94岁。

## 延伸閱讀
- . 香港: 香港電影資料館. ISBN 9789628050475.